# Штральборн (дворянский род)
Штральборн (Штрельборн) (нем. Straelborn) — балтийско-немецкий дворянский род.

## Происхождение и история рода
Представители род Штральборнов переселились из Вестфалии в Лифляндию в 1547. Томас Штральборн (умер до 1572) был бургомистром Тарту. Его потомки — Эберт Штрельборн († 1688) и Дидрих Штрельборн († 1712), были включены в состав шведского дворянства 30 мая 1682 года под именем «(фон) Штральборн (Штрельборн)».
В 1752 году Мориц фон Штралборн (1687−1766) был принят в Ливонское рыцарство, также в 1752 вдова и дети Иоганна Эверта фон Штралборна (1709−1745) были внесены в Рыцарский матрикул Эстляндской губернии.

## Известные представители
- Штральборн, Василий Карлович (1791—?) — полковник русской императорской армии; Георгиевский кавалер (№ 4626; 25 декабря 1831).
- Штральборн, Генрих Карлович (1798—?) — подполковник(№ 5745; 1 декабря 1838), 12.07.1842 — 23.01.1843 — полковник, командующий кирасирским Его Императорского Высочества Великого Князя Михаила Павловича полком.
- Штральборн, Владимир Александрович (1892—1966) — российский военный лётчик, лейтенант Русской императорской армии.

## Описание герба
В щите с золотой окантовкой, в серебряном поле пониженный голубой пояс (река), с выходящим из его середины тройным золотым музыкальным рожком. Щит увенчан дворянским шлемом с серебряно-rолубым бурелетом, с золотым витком в середине. Нашлемник — золотой тройной рожок, между двумя турьими рогами, пересеченными голубым по золоту в шахматы. Намет голубой, подложенный пересеченно серебром по золоту в шахматы.